# ایوانوفکا (شهرستان فیودوروفسکی، باشقیرستان)
ایوانوفکا (انگلیسی: Ivanovka, Fyodorovsky District, Republic of Bashkortostan) یک شهرک در شهرستان فیودوروفسکی استان باشقیرستان کشور روسیه است.